# 訃報 1998年4月
訃報 1998年4月（ふほう 1998ねん4がつ）では、1998年（平成10年）4月中に物故した、又は物故が報じられた人物についてまとめる。

## （1日 - 15日）
- 4月5日 - 神島二郎、政治学者（* 1918年)
- 4月9日 - 浅蔵五十吉、陶芸家（* 1913年)
- 4月10日 - 笠原和夫、元プロ野球選手（* 1920年)
- 4月12日 - チャールズ・シブリー、生物学者（* 1917年）
- 4月15日 - ポル・ポト、クメール・ルージュの指導者・民主カンプチアの首相（* 1925年)

## （16日 - 30日）

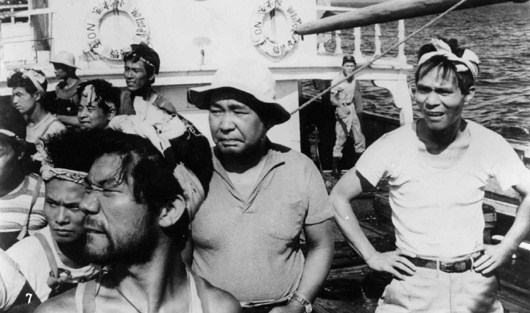
稲葉義男（中央）／4月20日没

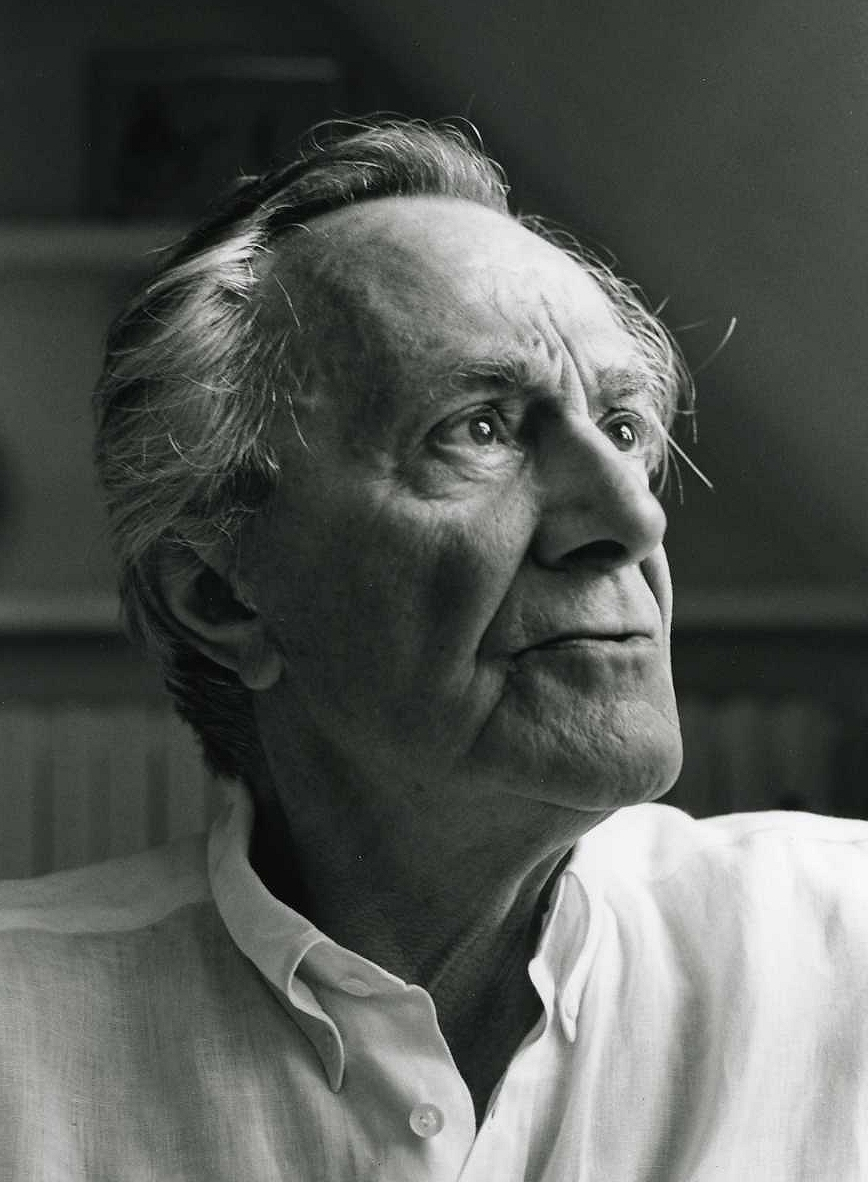
ジャン＝フランソワ・リオタール／4月21日没

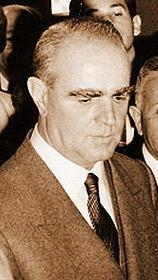
コンスタンディノス・カラマンリス／4月23日没

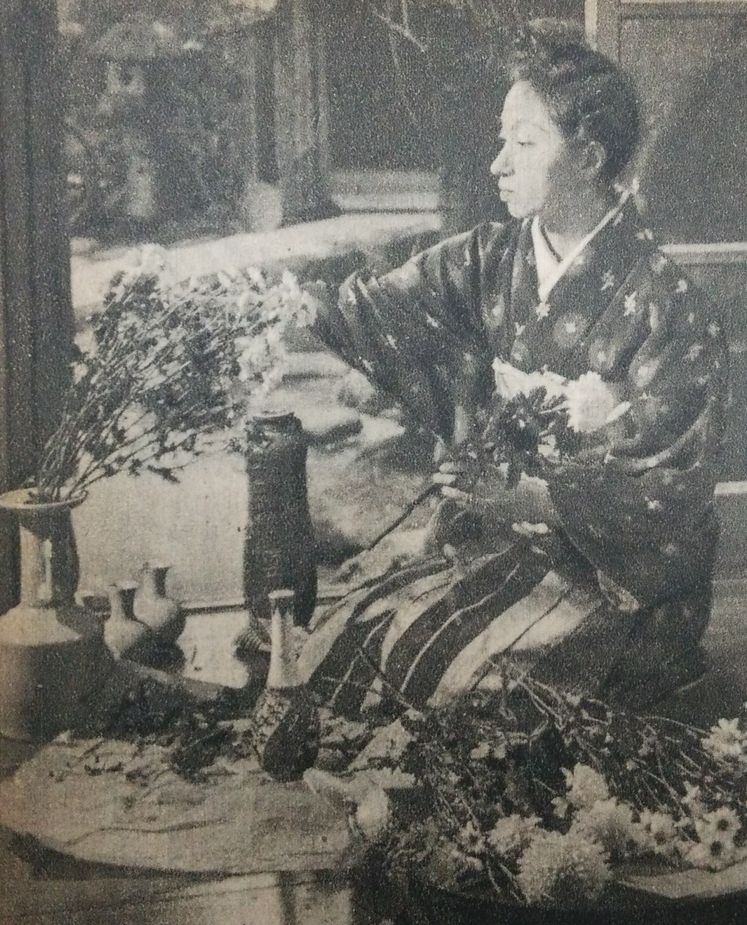
吾妻徳穂 (初代)／4月23日没

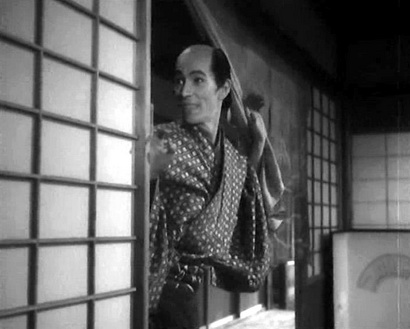
大泉滉／4月23日没

- 4月17日 - 坂元親男、政治家・元北海道開発庁長官・沖縄開発庁長官（* 1911年）
- 4月17日 - タイガー立石、画家・漫画家・絵本作家・陶芸家（* 1941年)
- 4月20日 - 稲葉義男、俳優（* 1920年)
- 4月21日 - ジャン＝フランソワ・リオタール、思想家（* 1924年)
- 4月23日 - コンスタンディノス・カラマンリス、政治家 (* 1907年)
- 4月23日 - 吾妻徳穂 (初代)、日本舞踊家（* 1909年)
- 4月23日 - 大泉滉、俳優（* 1925年)
- 4月24日 - 安東仁兵衛、社会主義思想家（* 1927年)
- 4月27日 - ドミニク・オーリー、小説家（* 1907年)
- 4月28日 - 浜田陽太郎、教育学者（* 1925年）
- 4月29日 - 東畑謙三、建築家（* 1902年）